# 金子良昭
金子 良昭（かねこ よしあき、1964年10月29日 - ）は、静岡県出身のボートレーサー。54期。

## 来歴
本栖訓練所では江口晃生らと同期だった。1984年5月10日に浜名湖競艇場でデビュー、6走目で初勝利を挙げる。
1992年、下関競艇場での周年記念でG1初優勝。1994年には常滑競艇場で行われたボートレースダービーでSG初優出を果たしたものの、植木通彦に差されたあげく転覆失格に終わる。1998年、戸田競艇場でのMB大賞で2回目のG1優勝、2014年4月20日、唐津競艇場にて開催された第15回 名人戦で3回目のG1優勝を果たす。
2021年6月16日、尼崎競艇場において通算2500勝を達成。

## 人物・エピソード
- 次男の金子萌（はじめ）も113期の競艇選手だが、「家にいる時は仕事の話はしないし、仕事には口を出さない。（師匠の）菊地孝平君に全部任せている」という。「レースのアドバイスをするとどうしても親の目線が入る。向こうもそう取るだろうし、何より小さな世界に籠ってほしくない」というのがその理由だと話す[1]。
- 孫が6人いる[1]。
- 座右の銘は「大河の一滴」[1]。「若い頃に五木寛之の同名の著作を読んで感銘を受けたのでこの言葉を使うようになった」という[1]。